# Кошкарата (приток Бадама)
Кошкарата, Кошкар-Ата (каз. Қошқарата; встречаются варианты наименования Кочкарата и Кошкар-Ата) — река в Шымкенте и Ордабасинском районе Туркестанской области Казахстана. Относится к бассейну реки Бадам.

## Название
Река получила своё название в честь легендарного суфия XII века, известного по прозванию Кошкар-ата. Согласно одной из версий его жизнеописания, Кошкар-ата умер и был похоронен возле истока реки. Позднее на берегу был воздвигнут мавзолей в честь суфия, во второй половине XX века перенесённый на другое место.

## Гидрография
Исток Кошкараты располагается в районе железнодорожного вокзала, неподалёку от улицы Бекетты. Русло разделяет старую часть города примерно посередине. Неподалёку от улицы Токаева организован шлюз, после которого от реки отделяется рукотворный рукав Карасу, вырытый в XIX веке. Рукав вновь соединяется с основным руслом неподалёку от улицы Жанатурмыс. Однако дальнейшее течение реки также носит название Карасу. Сток в Бадам, организованный в селе Кокбулак Ордабасинского района, располагается уже за территорией города.
Значительная часть водной системы расположена под землёй.
Кошкарата и Карасу связаны с системой каналов различного назначения.

## Экология
Обмеление реки Кошкараты отмечается с 1965 года. Основной причиной этого считается возросший забор подземных вод с площади водозабора реки.
Однако наиболее резкое ухудшение экологической обстановки произошло после распада СССР. Массовое загрязнение бытовыми отходами и неочищенными канализационными стоками спровоцировало гибель рыбы, а река перестала быть пригодной для купания.
Тем не менее, в 2010 году прибрежная территория от истока до площади Ордабасы после облагораживания получила статус особо охраняемой природной зоны.